# KBLL (Mittelwellensender)
Koordinaten: 46° 36′ 43″ N, 112° 3′ 13″ W
KBLL oder KBLL-AM (Branding: „Newstalk 1240“) ist ein US-amerikanischer Hörfunksender in Helena im US-Bundesstaat Montana. KBLL sendet auf der Mittelwellen-Frequenz 1240 kHz. Das Musiksendeformat ist auf Talkradio ausgerichtet. Eigentümer und Betreiber ist die Ccr-Helena IV, LLC.